# Лејк Суксес (Њујорк)
Лејк Суксес (енгл. Lake Success) град је у америчкој савезној држави Њујорк.

## Демографија
По попису из 2010. године број становника је 2.934, што је 137 (4,9%) становника више него 2000. године.
| Група             | 2000.         | 2010.         |
| Белци             | 2.179 (77,9%) | 1.920 (65,4%) |
| Афроамериканци    | 133 (4,8%)    | 99 (3,4%)     |
| Азијати           | 424 (15,2%)   | 791 (27,0%)   |
| Хиспаноамериканци | 33 (1,2%)     | 81 (2,8%)     |
| Укупно            | 2.797         | 2.934         |